# 3277 км
3277 км,Остановочная Платформа 3277 км — населённый пункт в Коченёвском районе Новосибирской области России. Входит в Совхозный сельсовет. 

## Население
| 2002 | 2007 | 2010 |
| ---- | ---- | ---- |
| 6    | ↘0   | →0   |

## Инфраструктура
В населённом пункте по данным на 2007 год отсутствует социальная инфраструктура.